# James Yimm Lee
James Yimm Lee (31 janvier 1920 - 30 décembre 1972) était un professeur d'arts martiaux américain mais aussi l'auteur et l'éditeur de livres en lien avec les arts martiaux. James Lee est connu pour être un mentor, un enseignant et un ami de Bruce Lee. Il a également contribué à la création du Jeet Kune Do.

## Jeunesse
Lee est né le 31 janvier 1920 à Oakland, en Californie. Il était soudeur de profession et ancien combattant de l'armée américaine.

## Carrière
Il était l’un des trois instructeurs de troisième niveau personnellement certifiés de Bruce Lee et cofondateur de l’institut Jun Fan Gung Fu à Oakland où il enseignait Jun Fan Gung Fu puis le Jeet Kune Do en l’absence de Bruce. James était responsable de la présentation de Bruce Lee à Ed Parker, l'organisateur des championnats internationaux de karaté de Long Beach, où Bruce avait été présenté pour la première fois au monde des arts martiaux.
James Lee devint bien connu pour sa spécialité : l'Iron Palm et cassait régulièrement des briques lors de démonstrations. Il fut le premier à publier un livre sur Iron Palm aux États-Unis en 1957.
Lui et Linda Lee étaient les témoins oculaires de la bagarre opposant Bruce Lee et Wong Jack Man à Chinatown, à Oakland, en 1964. [réf. nécessaire]

## Livres
Lee était un auteur connu et l'un des premiers à publier des livres d'arts martiaux en anglais en Amérique. Il a également aidé Bruce Lee à publier son premier livre, "Chinese Gung-Fu: The Philosophical Art of Self Defense. ". Les livres publiés par James Lee comprennent: Modern Kung-Fu Karate: Iron Poison Hand Training, Book 1 (Break Brick in 100 Days), Wing Chun Kung-Fu, and Secret Fighting Arts of the Orient.

## Vie privée
Lee a épousé Katherine Margaret Chow le 13 octobre 1951 au Nevada. Ils ont au moins deux enfants, une fille Karena Lee et un fils, Greglon Yimm Lee.
Jesse Glover a été initié au Kung Fu chinois par James Lee lors d'un voyage avant de rencontrer Bruce Lee en 1959.
Son épouse Katherine est décédée en 1964.

## Mort
James Lee est décédé le 30 décembre 1972 à l'âge de 52 ans, des suites d'un cancer du poumon causé par des émanations de fumée lors d'opération de soudure 7 mois avant le décès de Bruce Lee.

## Étudiants notables
- Gary Dill[6]

## Voir également
- Arts martiaux chinois
- Bruce Lee
- Oakland
- Jeet Kune Do
- Wing Chun